# Callosobruchus bhutanicus
Callosobruchus bhutanicus is een keversoort uit de familie bladkevers (Chrysomelidae). De wetenschappelijke naam van de soort werd in 1977 gepubliceerd door Decelle.